# Елеонская гора
Елео́нская (Гелеонская), или Масли́чная гора (ивр. הַר הַזֵּיתִים‎, Хар ха-Зейтим, араб. جبل الزيتون‎ Джебель аз-Зейтун), — возвышенность, тянущаяся с севера на юг напротив восточной стены Старого города Иерусалима, по восточную сторону Кедронской долины. Издревле была засажена маслинами, откуда и произошло название.

## География
Масличная гора имеет три вершины, на которых расположены:
- на северной вершине (826 м над уровнем моря), называемой горой Скопус (הַר הַצּוֹפִים, Хар ха-Цофим) — кампус Еврейского университета в Иерусалиме;
- на средней вершине (814 м) — Лютеранский центр с благотворительной больницей имени германской императрицы Августы Виктории (1910);
- на южной вершине (816 м) — русский Вознесенский монастырь и арабское село Ат-Тур (от арамейского названия Масличной горы — Тура-Зейта).

На западных и южных склонах южной оконечности Масличной горы расположены:

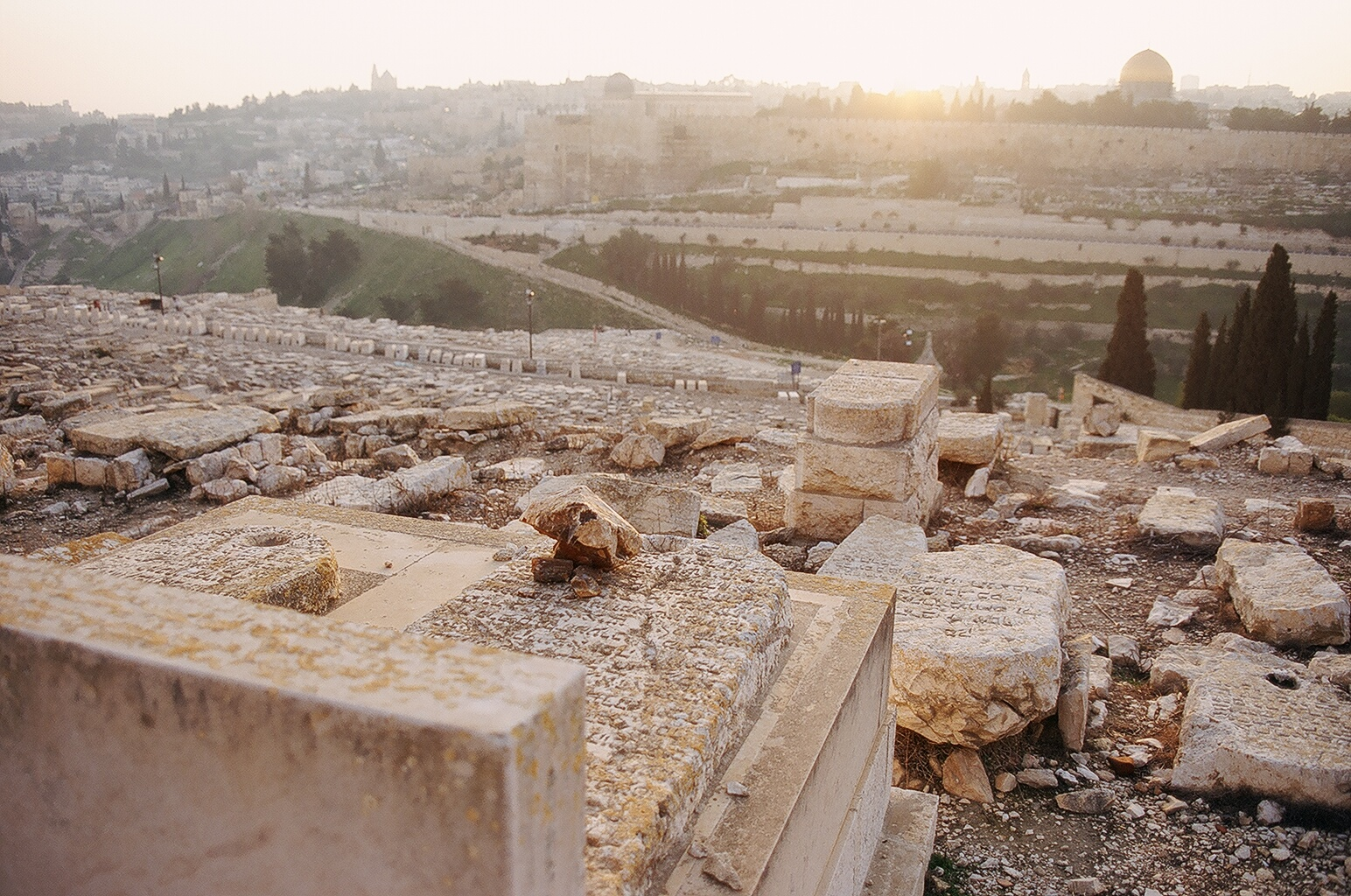
Еврейское кладбище на Елеонской горе

- древнее еврейское кладбище, быть похороненным на котором считается большой честью. Святость кладбища определяется его непосредственной близостью к долине Кедрон. В Книге пророка Захарии сказано, что в конце дней Мессия взойдёт на Масличную гору и оттуда, по звуку трубы Иезекииля, начнется воскресение мёртвых (ср. Иез. 37):

И станут ноги Его в тот день на горе Елеонской, которая перед лицем Иерусалима к востоку; и раздвоится гора Елеонская от востока к западу весьма большою долиною, и половина горы отойдет к северу, а половина её — к югу.
— Зах. 14:4
В настоящее время на горе насчитывается не менее 150 000 могил, некоторые из которых приписываются ветхозаветным персонажам (напр., Авессалому).
Захоронение здесь началось ещё в эпоху Первого храма, о чём свидетельствуют многие катакомбы между и под домами арабского квартала Силуан (см. Шиллоах). В эпоху Второго храма кладбище сдвинулось на север, покрывая склоны Масличной горы (от этого периода сохранились так называемый Яд Авшалом, традиционная гробница Захарии бен Иехояды — см. II Хр. 24:20-22, и другие). Остальные памятники относятся в основном к последним векам.
- так называемые Могилы пророков — пещера с 36 погребальными нишами, где, согласно еврейской традиции, похоронены пророки Аггей (Хаггай), Малахия и Захария;

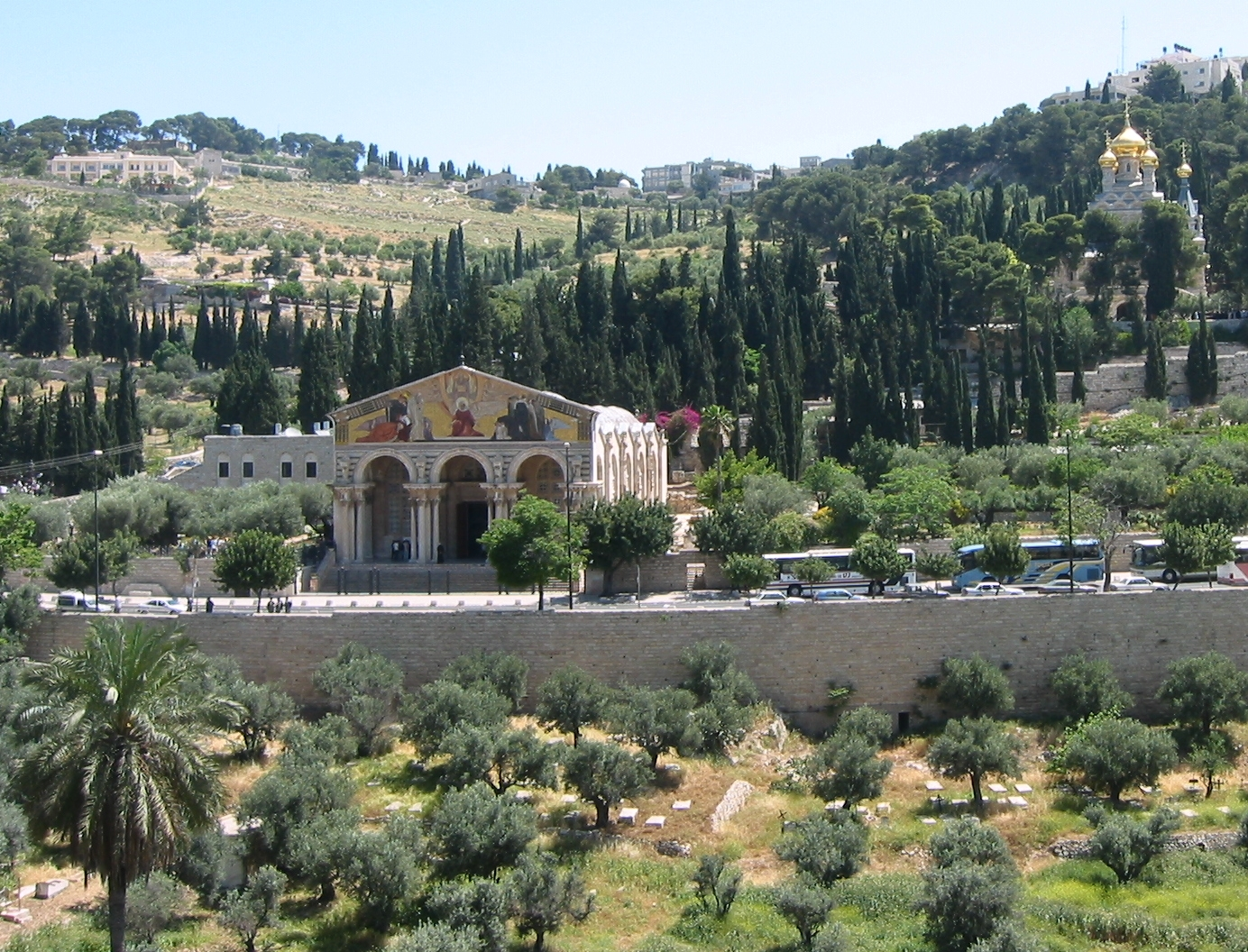
Гефсимания и Церковь Всех Наций

- многие христианские святыни (Гефсиманский сад, гробница Девы Марии, русский монастырь Марии Магдалины и другие).
- Церковь всех наций
- Церковь Отче наш

## Религиозное значение

### В иудаизме
В Библии Масличная гора (ивр. Ма‘але ха-зейтим — «Масличный подъём») упоминается как место, где Давид поклонялся Богу (2Цар. 15:30–32). Видимо, на южном отроге Масличной горы (Машха, в православной традиции - гора Поругания) Соломон построил капища для своих иноземных жён (3Цар. 11:7). Иезекииль в пророчестве о конце дней уделяет Масличной горе особое место: «И поднялась слава Господа из среды города и остановилась над горою, которая на восток от города» (Иез. 11:23). Собственно название Масличная гора впервые встречается у пророка Захарии (14:4).

### В христианстве
В Новом Завете Иисус произносит на горе елеонскую проповедь (Мф. 24, Мр. 13, Лк. 21). Елеонская гора — место Вознесения Христа. (Деян. 1).
На Елеонской горе молился перед арестом Иисус Христос Лк. 22. На этот сюжет Бетховен написал ораторию, Нерваль — поэму, а Караваджо — картину, пропавшую во время Второй мировой войны.

## История
В эпоху Второго Храма Масличная гора была соединена мостом (возможно, двумя) с Храмовой горой, и на ней зажигались огни для оповещения о наступлении новолуния. Во время осады Иерусалима римлянами в конце Иудейской войны на северной вершине Масличной горы (Скопусе) стоял лагерем Десятый легион.

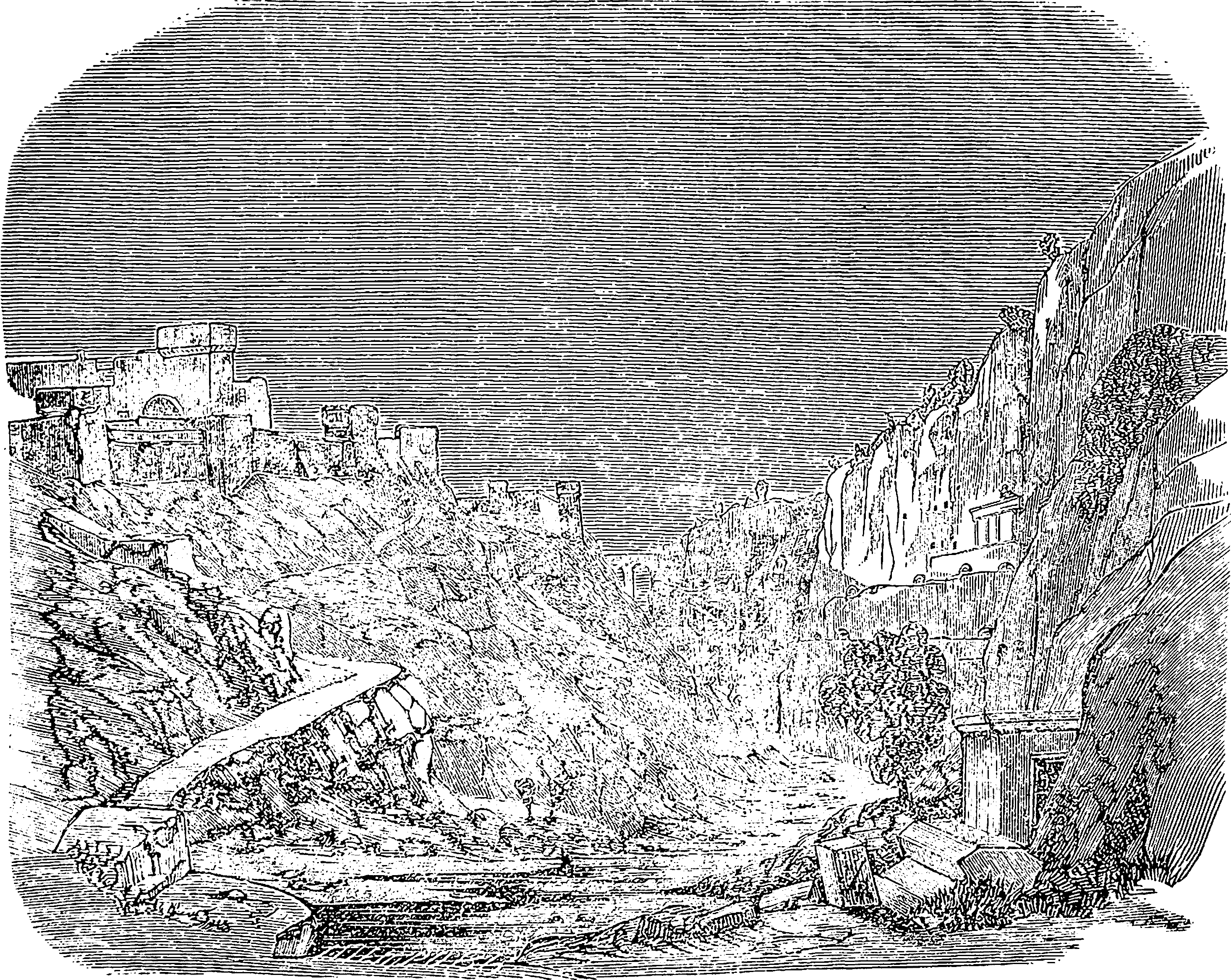
Елеонская гора (рисунок из «Библейской энциклопедии»)

После того как арабские завоеватели позволили евреям возвратиться в Иерусалим, и началось паломничество евреев диаспоры в Иерусалим, а особенно — с конца VIII века, когда евреям был закрыт доступ на Храмовую гору, Масличная гора приобрела особое значение: здесь в праздник Хоша‘на Рабба глава академии Эрец-Исраэль зачитывал «Объявление Масличной горы», устанавливающее календарные сроки новолуний, праздников и т. п., и назначал членов Синедриона. Выбор Масличной горы в качестве места общественных собраний связан с мидрашистской традицией и сложившимся представлением о Масличной горе как «месте престола Господня», что отражено в письмах глав академии.
В ходе арабо-израильской войны 1948—1949 годов Иордания установила контроль над всей Масличной горой, за исключением университетского кампуса, ставшего израильским анклавом (в этих условиях деятельность университета была невозможна, и со временем был построен новый кампус Еврейского университета в районе Гив‘ат-Рам). Еврейское кладбище было осквернено, многие надгробия разрушены, а могильные плиты использовались для мощения дорог. После Шестидневной войны 1967 года, когда Масличная гора полностью перешла под контроль Израиля, еврейское кладбище было реставрировано и стало доступно для захоронения. Здесь, в частности, похоронены писатели Эльза Ласкер-Шюлер, Шмуэль Йосеф Агнон.
На Елеонской горе много захоронений граждан России и СССР. Захоронения продолжаются и в наше время. Например, 4 июля 2007 года была перезахоронена Елена (Лени́на) Варшавская.
В 1967 году возобновилась деятельность Еврейского университета на Скопусе, где был возведён новый кампус.

## Иерусалимский центр Университета Бригама Янга
Строительство Иерусалимского центра Университета Бригама Янга, которым владеет и управляет Церковь Иисуса Христа Святых последних дней на горе Скопус, первоначально вызвало споры в связи с опасениями, что мормоны используют его, чтобы заниматься миссионерской деятельностью. После того, как мормоны пообещали не проповедовать свою веру в Израиле, было разрешено продолжить строительные работы. У «Мормонского университета» замечательный панорамный вид на Иерусалим, университет завоевал награды за свою потрясающую архитектуру.

## Галерея

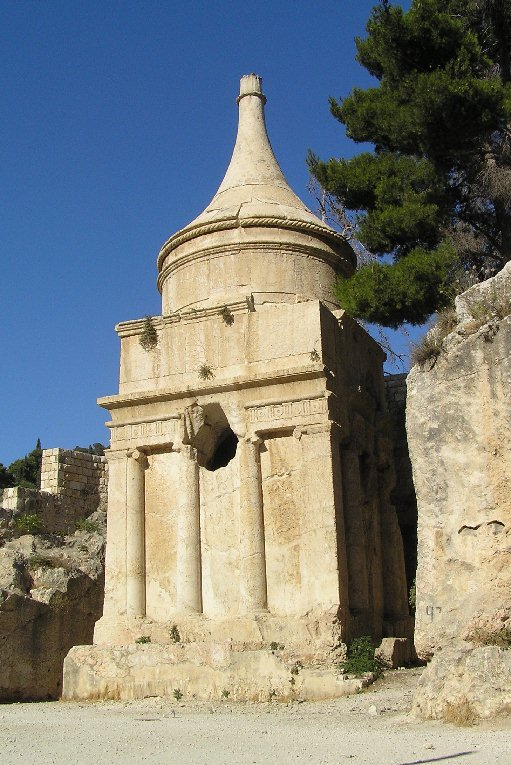
Гробница Авессалома
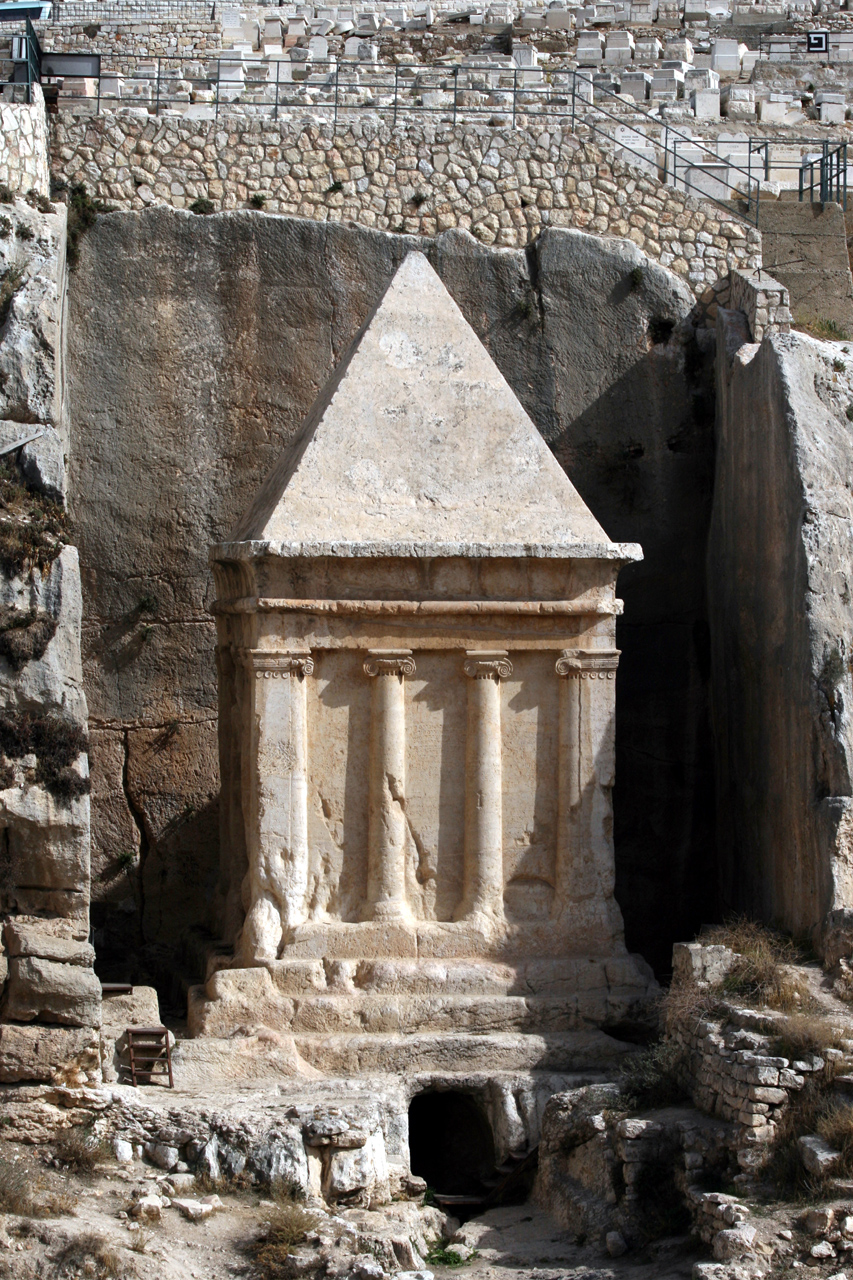
Гробница Захарии
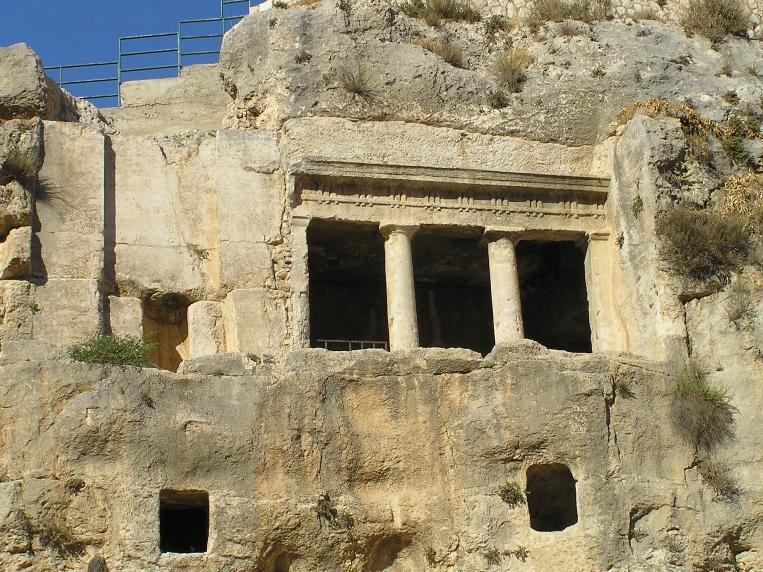
Гробница семьи Хезир
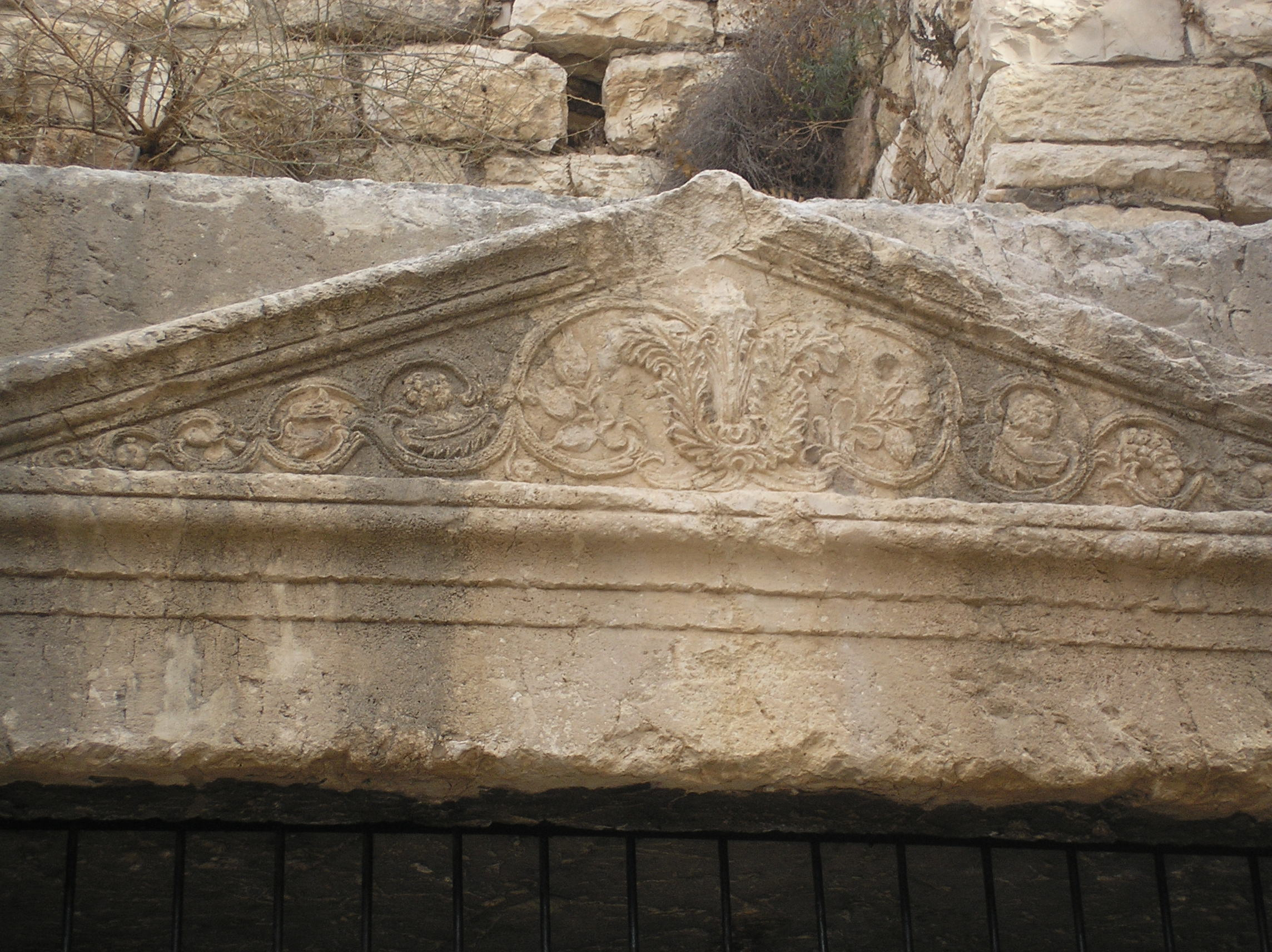
Пещера Иосафата
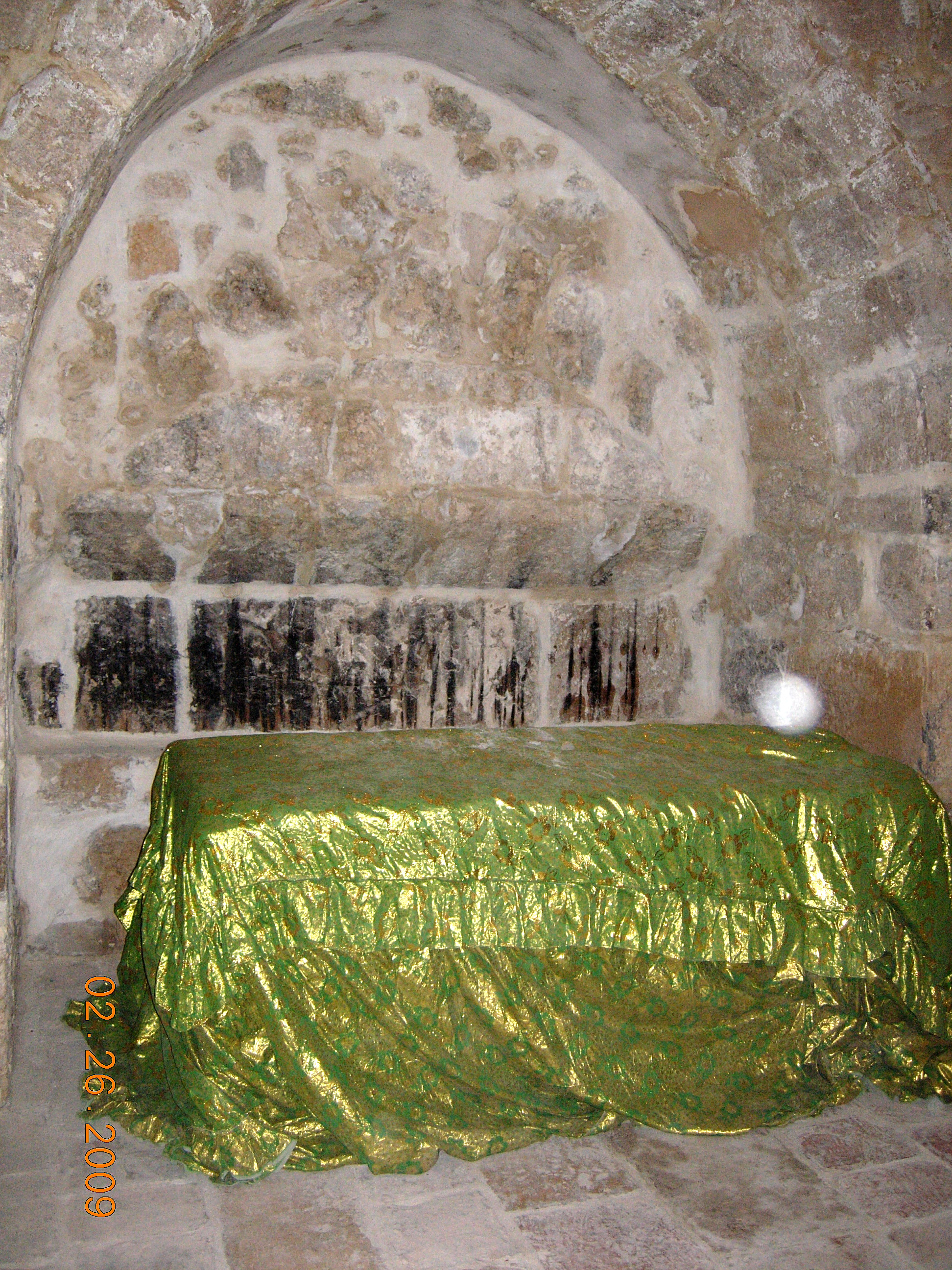
Могила Олдамы
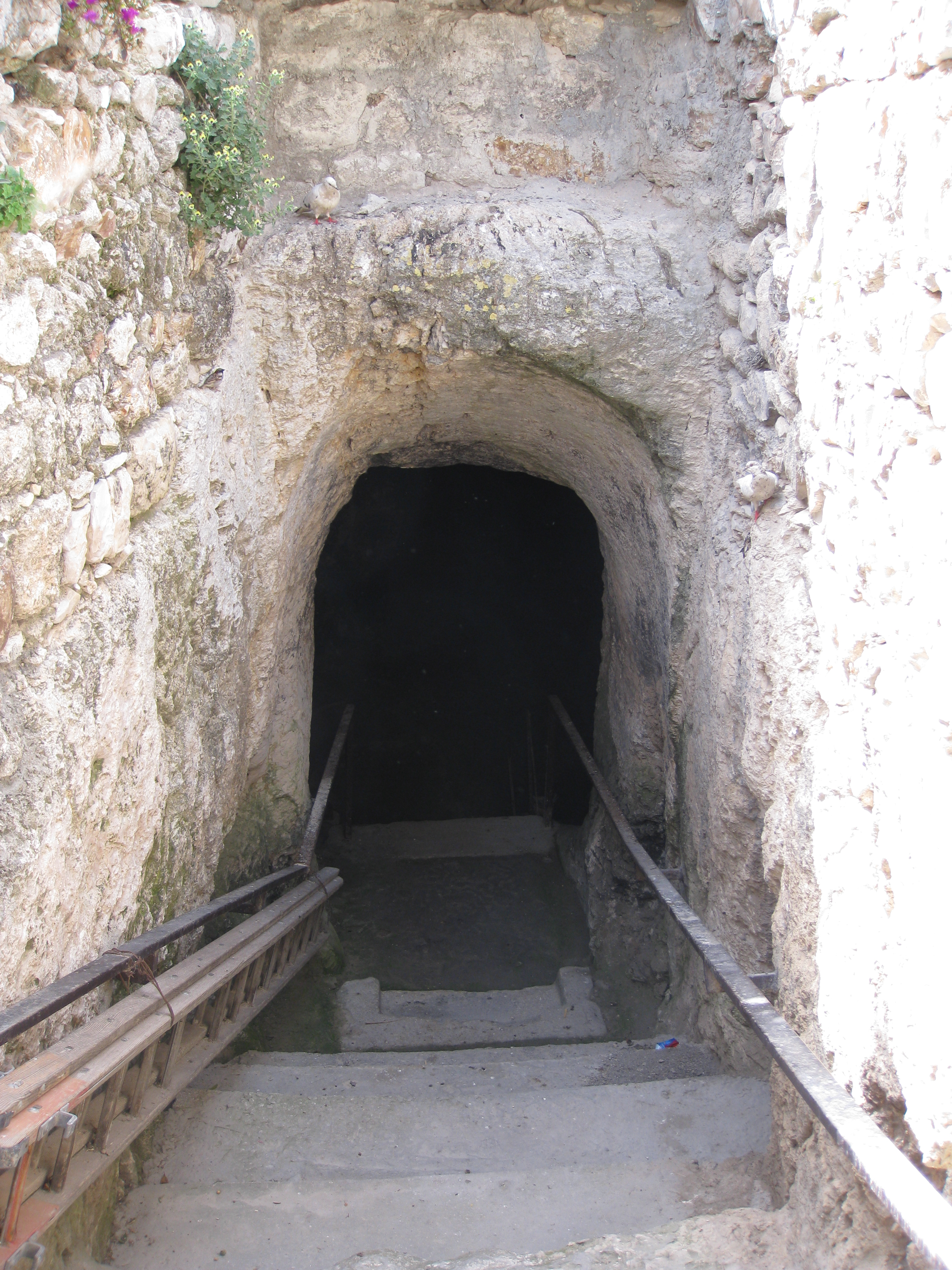
Гробница пророков
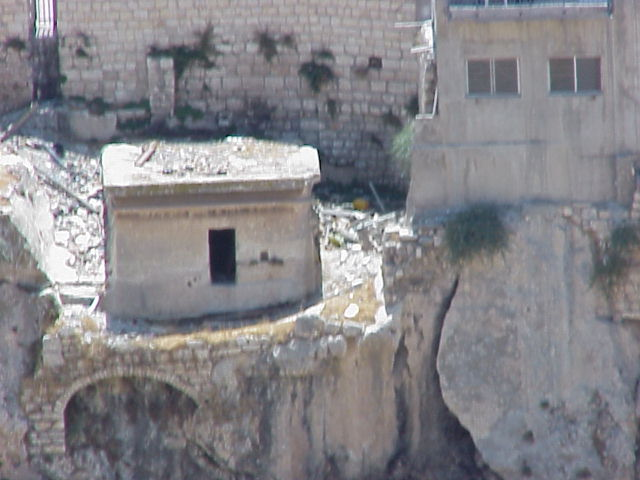
Могила дочери фараона
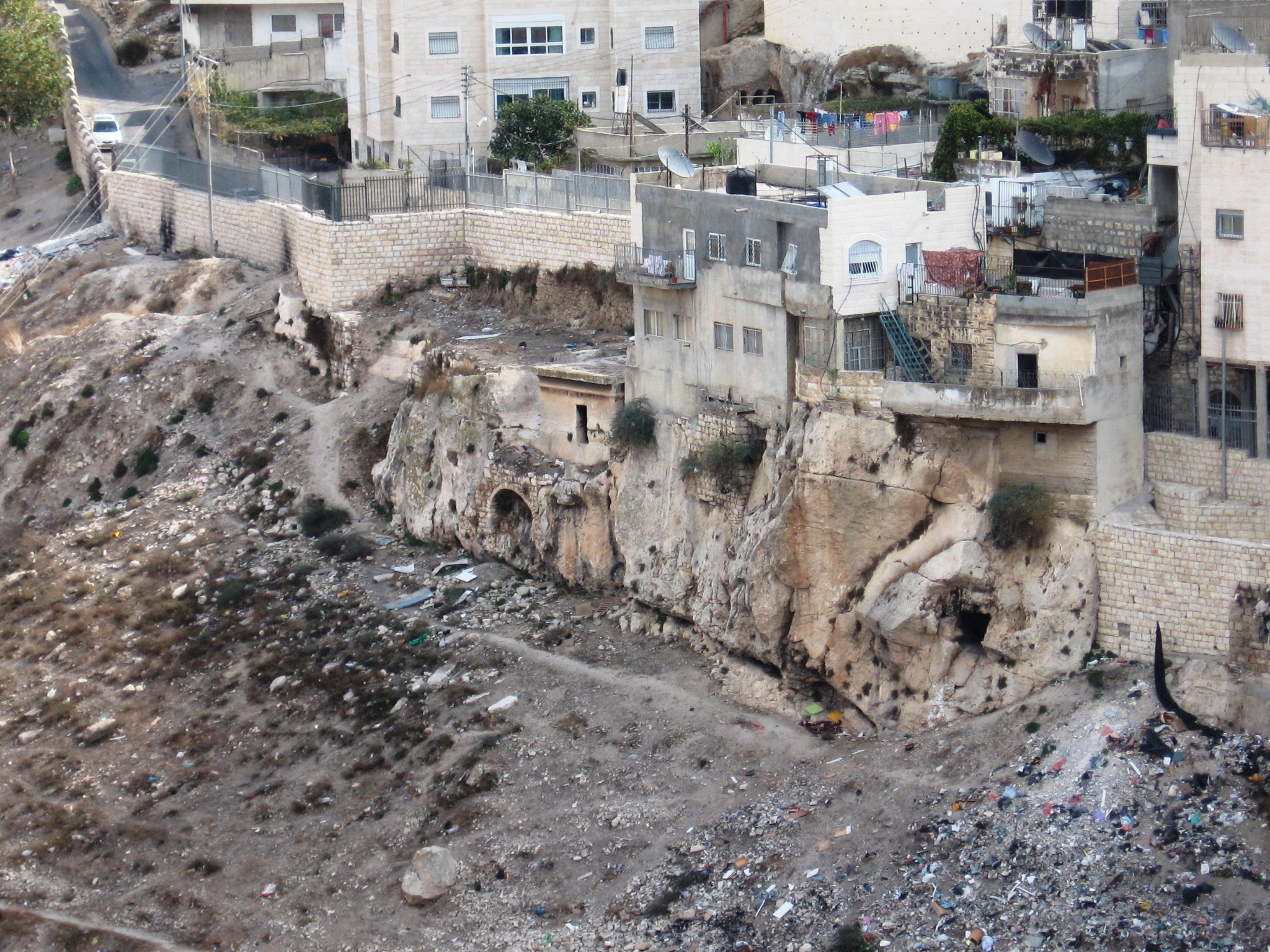
Долина Кедрон. Некрополь
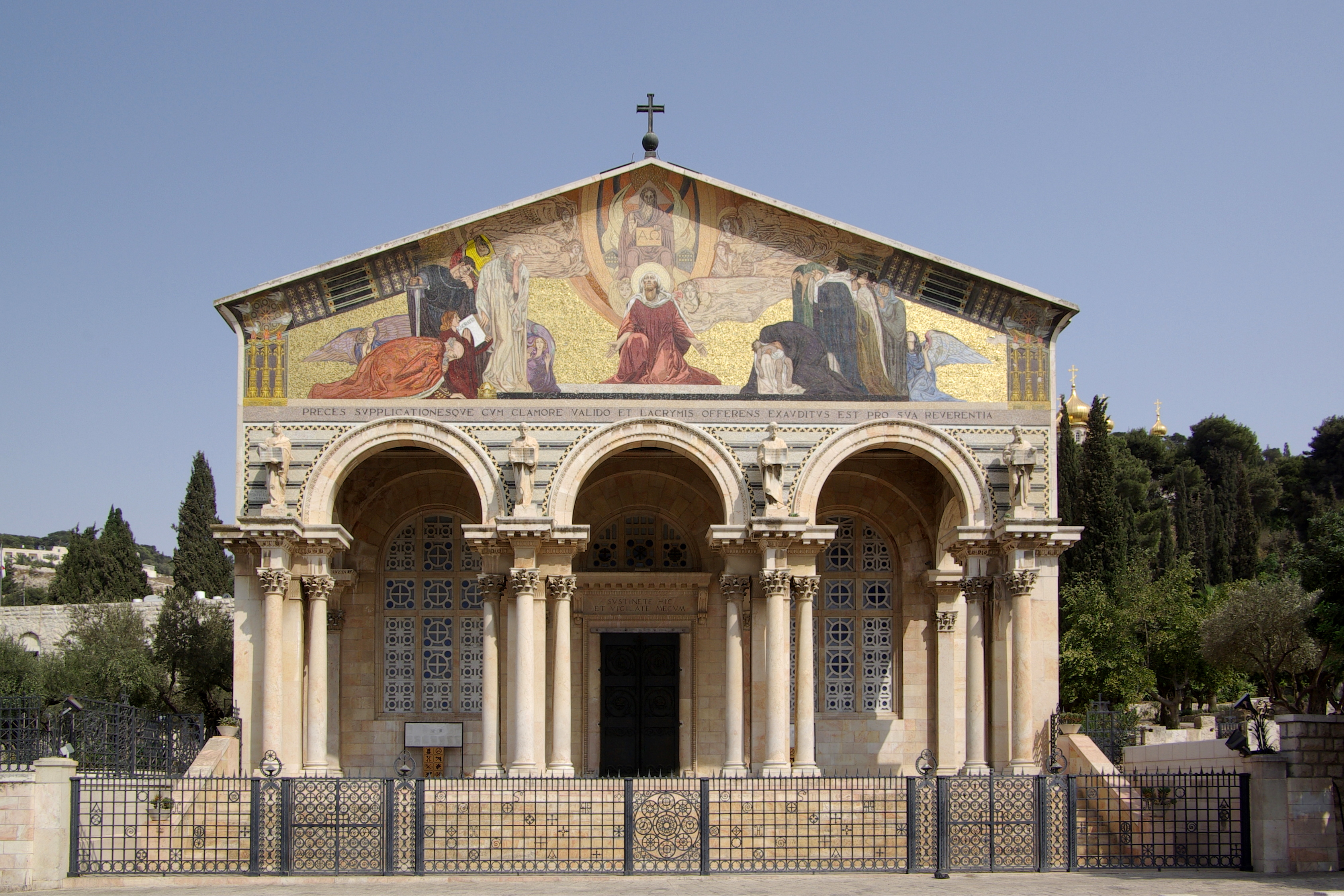
Церковь всех наций
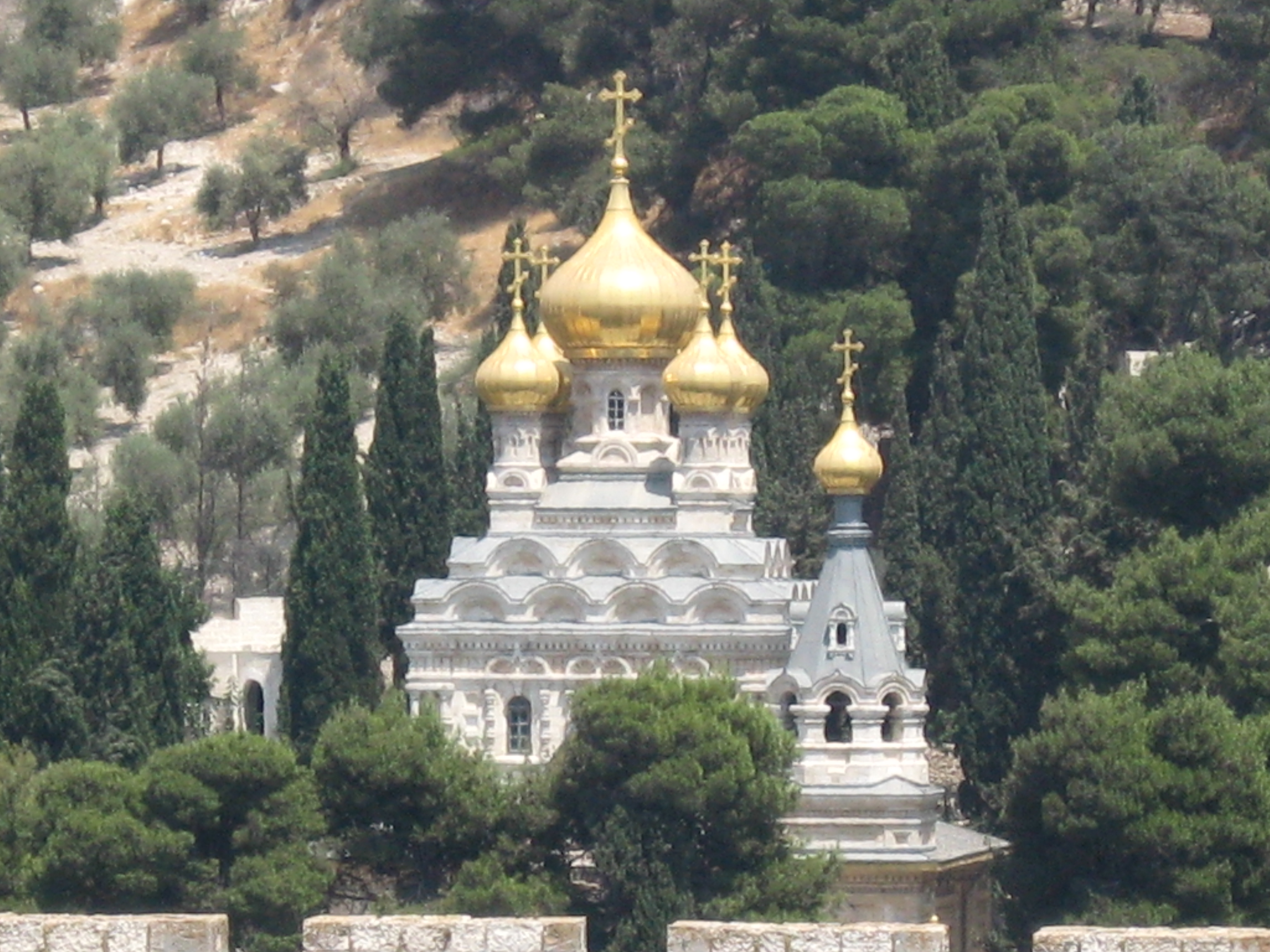
Русская православная церковь Святой Марии Магдалины в Гефсимании
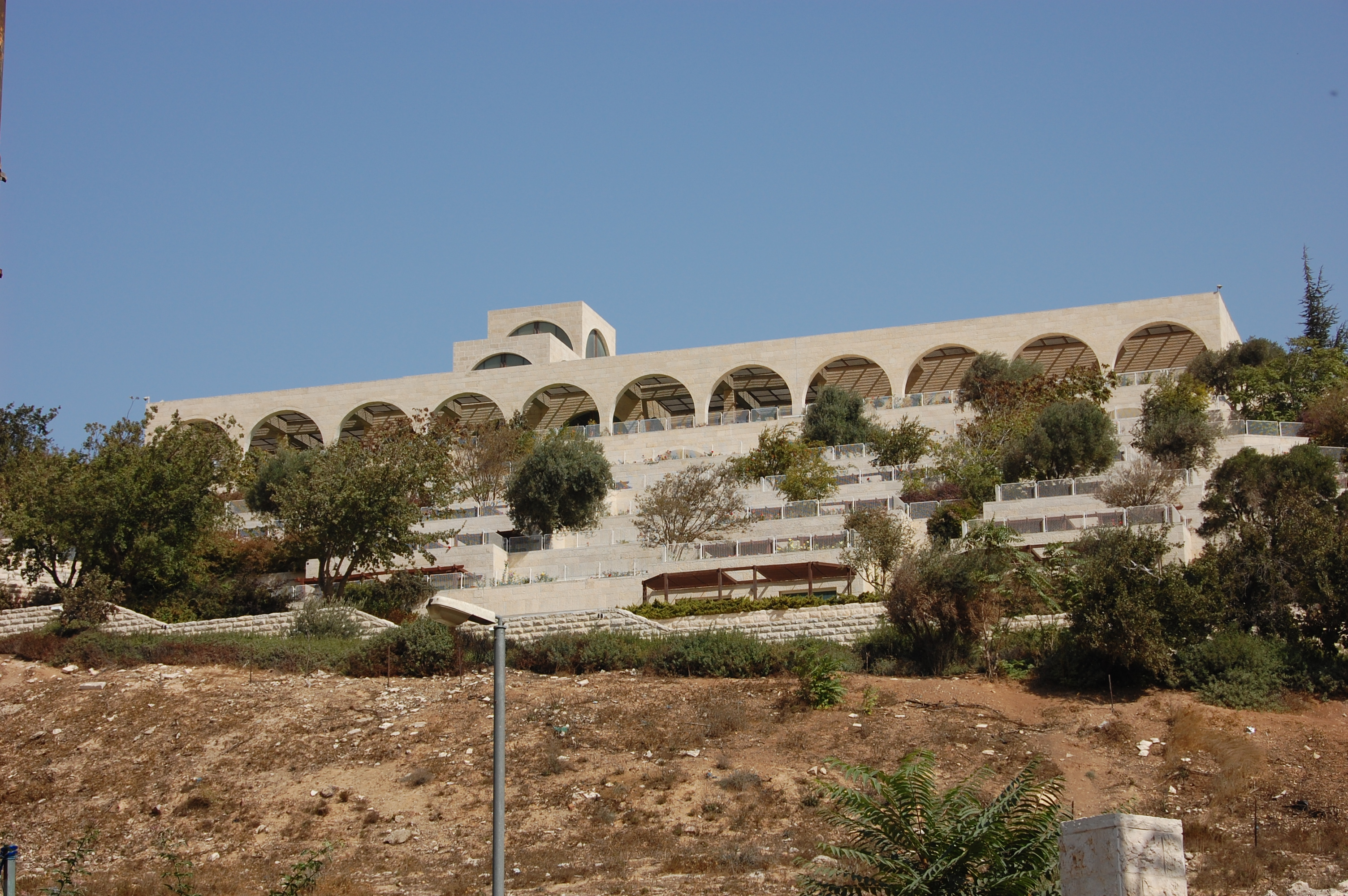
Иерусалимский центр Университета Бригама Янга
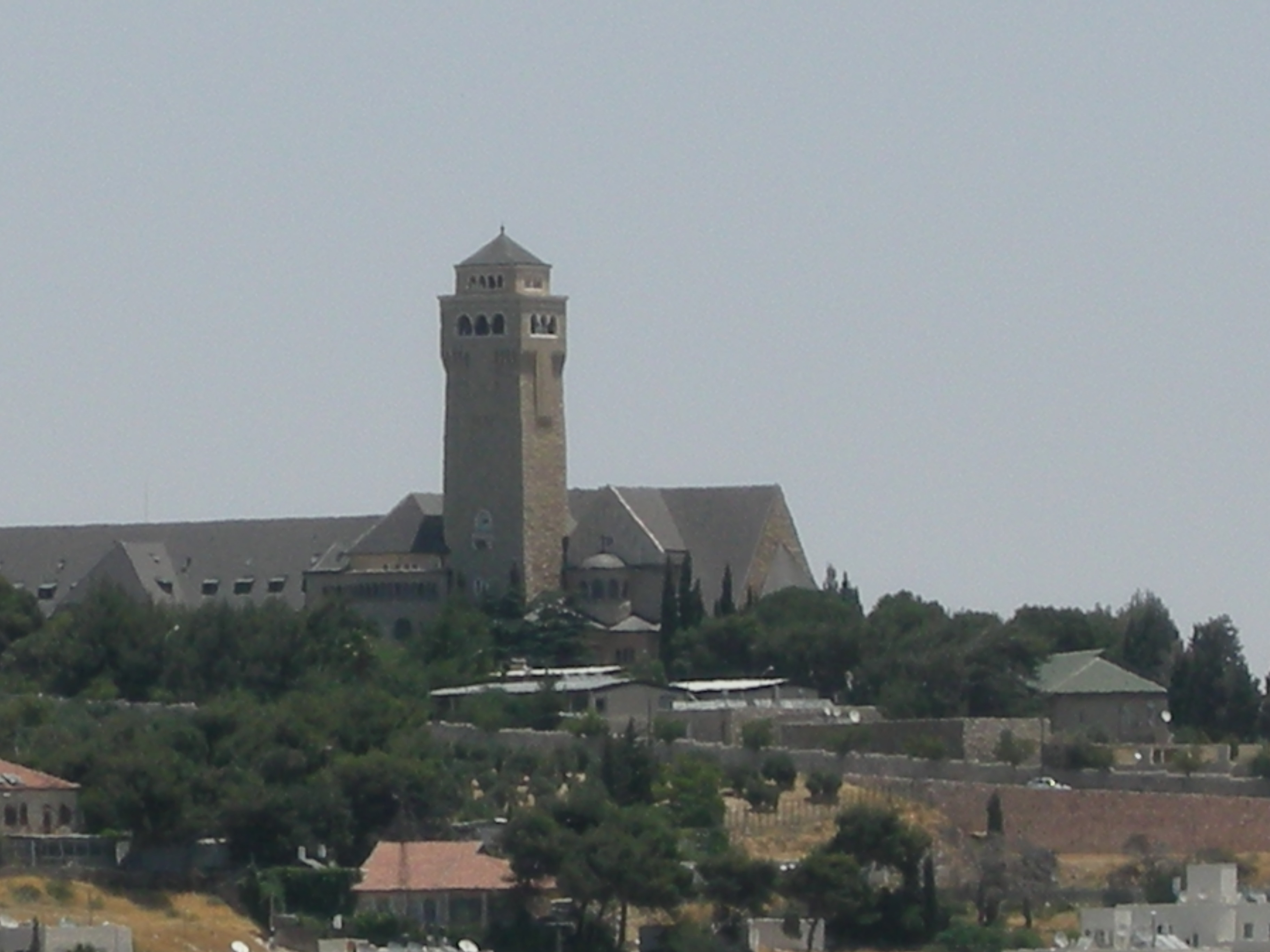
Церковь Вознесения (Иерусалим)